# Oenoptila laudata
Oenoptila laudata är en fjärilsart som beskrevs av William Schaus 1911. Oenoptila laudata ingår i släktet Oenoptila och familjen mätare. Inga underarter finns listade i Catalogue of Life.